# Liryka bezpośrednia
Liryka bezpośrednia – jeden z trzech rodzajów liryki (obok liryki pośredniej oraz liryki inwokacyjnej), w której uczucia, myśli oraz przeżycia są wyrażane bezpośrednio, a podmiot liryczny wypowiada się w pierwszej osobie. Ujawnia się także w formach zaimków np. ja, mój, moje.
Liryka bezpośrednia dzieli się na:
- lirykę osobistą – wyznania podmiotu lirycznego przedstawiają rozmyślania poety utożsamianego z podmiotem lirycznym;
- lirykę roli – podmiot liryczny wchodzi w rolę konkretnej postaci (np. historycznej);
- lirykę maski – podmiot liryczny przyjmuje postać istoty bądź przedmiotu, przypisując mu na przykład swoje uczucia.